# Hauptstadt Japans

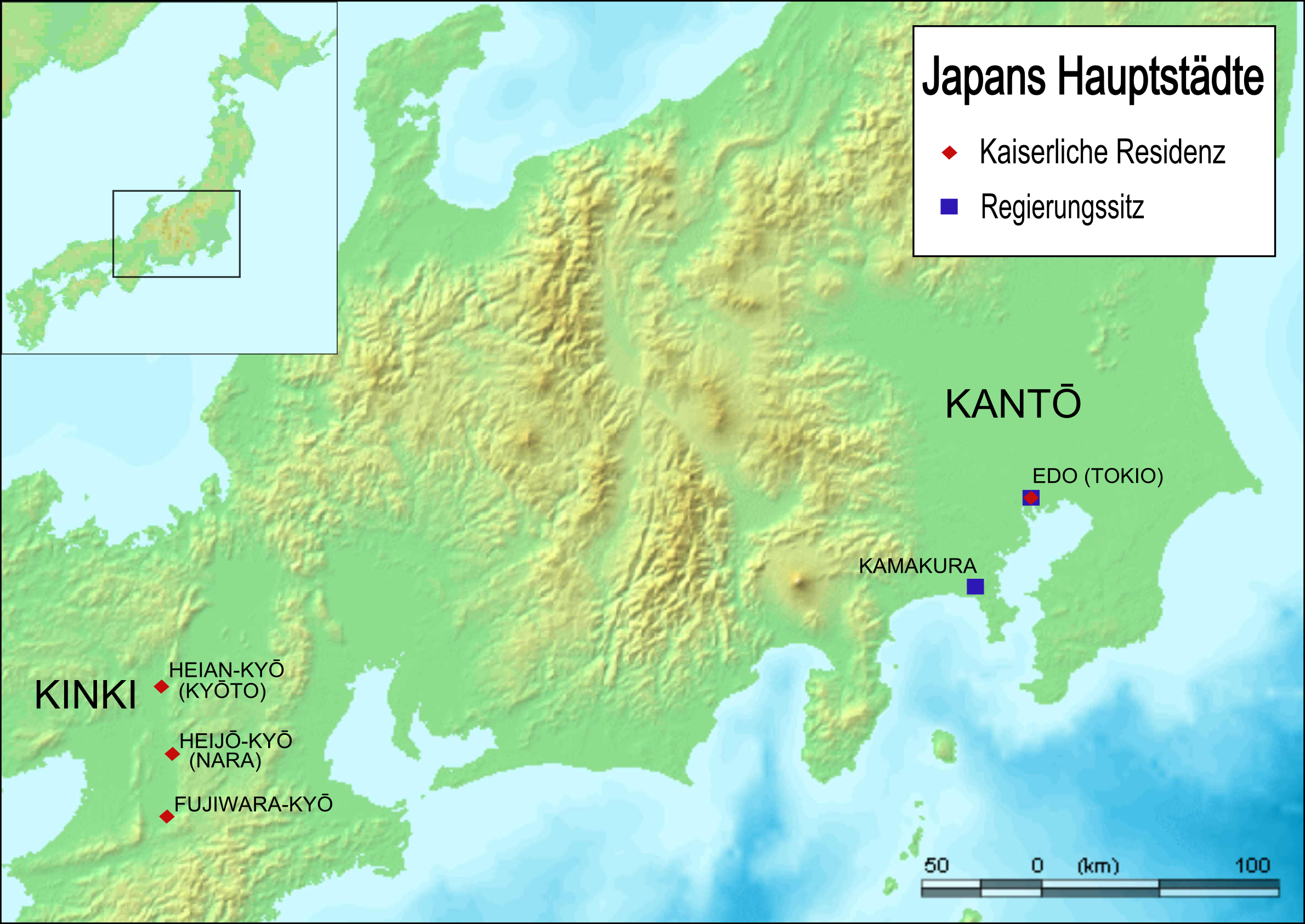
Die Haupt- und Residenzstädte von Japan

Die Hauptstadt Japans (Hauptstadt: jap. 都, auch 京, miyako; modern: 首都, shuto) ist Tokio. Im Laufe der Geschichte Japans wechselte die Hauptstadt Japans allerdings mehrmals den Standort, wobei zum Teil Unklarheiten darüber bestehen, was als die jeweilige Hauptstadt anzusehen sei: Nach dem traditionellen japanischen Verständnis steht der Begriff der Hauptstadt in enger Verbindung mit der Residenz des Tennō, die sich bis zum Jahr 1868 meist in der Kinki-Region (近畿, „nahe der Hauptstadt“) befand, bis im Jahr 1868 Kyōto (京都市, „kaiserliche Residenz“) als langjährige kaiserliche Haupt- und Residenzstadt aufgegeben wurde.
Einer Hauptstadt im Sinne des politischen Machtzentrums des Landes entsprachen die kaiserlichen Residenzstädte kaum, da der Tennō im Laufe der Geschichte nur selten über tatsächliche Regierungsgewalt verfügte. Die politische Macht lag vielmehr für lange Zeit bei den Shogunats-Regierungen, die sich abseits des Kaiserhofes innerhalb der Kantō-Region in Kamakura und Edo ansiedelten. Erst mit dem Umzug des Tennō 1868 von Kyōto nach Edo, was daraufhin in Tokio (東京, „kaiserliche Residenzstadt im Osten“) umbenannt wurde, befinden sich heute der Kaiserpalast und das politische Zentrum Japans wieder an einem Ort, da in Tokio auch die japanische Regierung ihren Sitz hat.

## Das japanische Verständnis von Hauptstadt als Sitz des Tennō
Im Generellen wird mit dem Begriff Hauptstadt der Sitz des Souveräns eines Staates angesehen, wobei es sich dabei in der Regel zugleich um die größte Stadt und das politische sowie das wirtschaftliche und kulturelle Zentrum des Landes handelt. Auch in der japanischen Vorstellung wird der Begriff Hauptstadt mit diesen verschiedenen Rollen identifiziert, zusätzlich ist er aber traditionell auch schon immer eng mit der Residenz und der Institution des Tennō verbunden. Seit dem Altertum und speziell der zunehmenden Zentralisierung des japanischen Staats im 7. und 8. Jahrhundert wird der Tennō als Souverän des Landes – und mit diesem untrennbar verbunden – angesehen:

„Der tennō dieses Staates galt als Nachkomme der Götter, die auch das Land geschaffen hatten, repräsentierte als akitsu mikami (gegenwärtiger Gott) höchste Autorität, ein Despot, ausgestattet mit absoluter Macht und dem Eigentumsrecht an Volk und Land. […] Man schrieb Staat (kokka) und las diese Zeichen mikado (tennō) weil tennō und Staat identisch waren.“

Die Symbolkraft der Institution des Tennō wurde auch beim Aufbau einer modernen Nation während der Meiji-Restauration genutzt, was sich in der 1889 entstandenen Meiji-Verfassung widerspiegelte, wo er als „heilig und unverletzlich“, „Oberhaupt des Staates“ und „Inhaber der Staatsgewalt“ beschrieben wird. Nach dem Zweiten Weltkrieg verzichtete der Tennō zwar auf seinen Göttlichkeitsanspruch, wird in der heutigen japanischen Verfassung aber immer noch als „das Symbol Japans und der Einheit des japanischen Volkes“ bezeichnet.
Der Tennō steht seit über tausend Jahren an der Spitze des japanischen Staatswesens, auch wenn er in diesem Zeitraum nur selten tatsächliche politische Macht ausübte. Diese lag in der Regel in den Händen mächtiger Adelsfamilien wie den Soga, Fujiwara, Taira, Minamoto, Hōjō, Ashikaga und Tokugawa, welche später oftmals sogar eigene Shōgunat-Regierungen mit vom Kaiserhof entfernt gelegenen Regierungssitzen installierten. Auch wenn also die politische oder die wirtschaftliche Hauptstadt an einem anderen Ort lag, wurde als offizielle Hauptstadt des Landes generell immer der Sitz des Tennō angesehen.
Deutlich wird diese für Japan typische Vorstellung vor allem am Begriff miyako (京), welcher im Japanischen als ältere Bezeichnung für Hauptstadt dient, aber bis in das 8. Jahrhundert hinein eigentlich den Ort beschrieb, an dem sich der Palast des Tennō befand. Dies hat zur Folge, dass im japanischen Verständnis als Hauptstadt oder miyako generell immer der Ort der kaiserlichen Residenz angesehen wird, auch wenn der Sitz der Regierung und der des Tenno nicht übereinstimmen, wie das folgende historische Beispiel belegt:

„In Japan zum Beispiel, während der Genroku-Periode [Anmerkung: 1688–1704] im siebzehnten Jahrhundert, wurde als Miyako eindeutig Kyōto angesehen, obwohl es als sicher galt, dass der »Sitz der öffentlichen Autorität« Edo war. In anderen Worten, wenn wir versuchen die Hauptstadt der Edo-Zeit aus dem Blickwinkel von westlichen Hauptstadt-Vorstellungen zu spezifizieren, ist Edo unmissverständlich die einzige Wahl, dennoch war Edo nicht Miyako.“

Im heutigen Sprachgebrauch wird miyako im Allgemeinen für die historischen Hauptstädte Japans und vor allem für Kyoto verwendet, während man gegenwärtige Hauptstädte mit dem Begriff shuto (首都) bezeichnet. Diese Zweiteilung der Begrifflichkeiten hat, wie Hidehiro Sonoda, Professor am International Research Center for Japanese Studies, betont, vor der Meiji-Zeit noch nicht existiert und ist erst mit der Einführung der westlichen Vorstellung von Hauptstadt oder englisch capital entstanden.

## Die japanischen Hauptstädte im Laufe der Geschichte
Die frühesten noch erhaltenen Geschichtswerke Japans sind das Kojiki und das Nihonshoki, welche beide Anfang des 8. Jahrhunderts verfasst wurden. Sie beschreiben die mythologische Entstehung des japanischen Reiches und die Abstammung der frühen japanischen Tennō von der Sonnengottheit Amaterasu. Nach ihnen war der erste Kaiser von Japan Jimmu-tennō. Er soll den Mythen zufolge aus Kyūshū aufgebrochen sein, um Yamato in Zentraljapan zu erobern, wo er 660 v. Chr. den Thron bestiegen und von seiner Residenz Kashihara no Miya (heute: Kashihara) aus sein erobertes Reich beherrscht haben soll. Die ihm nachfolgenden Tennō sollen sich jeweils eigene Paläste errichtet haben, von denen aus sie regierten. Das frühe Gründungsdatum des japanischen Reiches und die Existenz dieser ersten Tennō wird heute von Historikern angezweifelt. Man nimmt an, dass sowohl das Kojiki als auch das Nihonshoki hauptsächlich abgefasst wurden, um die Herrschaft des japanischen Kaiserhauses zu legitimieren.

### Die Hauptstädte von Yamato im 6. und 7. Jahrhundert
Laut chinesischen Chroniken fanden im 3. Jahrhundert auf den japanischen Inseln Kämpfe statt, bei denen, wie man vermutet, rivalisierende Sippenverbände (uji) um die Vorherrschaft im Land stritten. Aus diesen Wirren heraus entstand das Yamato-Reich, welches Mitte des 4. Jahrhunderts neben der Kernregion Yamato in Zentraljapan, zumindest auch Teile der Insel Kyūshū, sowie das westliche und zentrale Honshū umfasste, wie die in dieser Zeit entstandenen Hügelgräber (Kofun) belegen. Im 5. oder 6. Jahrhundert scheint in Yamato eine einzelne Dynastie an die Macht gekommen zu sein, welche ihrer Abstammung wegen das „Sonnengeschlecht“ (tenson) genannt wurden und sich als Könige (Ōkimi) bezeichneten.
- Asuka-kyō
- Fujiwara-kyō

### Die Hauptstädte Japans im 8. bis zum 19. Jahrhundert
- Heijō-kyō
- Nagaoka-kyō
- Heian-kyō
- Fukuhara-kyō
- Kamakura (Regierungssitz des Kamakura-Shōgunats)
- Edo

Während der Edo-Zeit sagte man oft, dass Japan drei Hauptstädte oder miyako (京) habe. Edo war die Hauptstadt des Tokugawa-Shōgunats, Kyōto war die Residenz des Tennōs (und daher auch die Hauptstadt der Kultur und Tradition) und Osaka war die inoffizielle Hauptstadt der Händler.

### Die kaiserlichen Residenz- und Hauptstädte im Überblick
| Bezugsjahr                                          | Hauptstadt                                         | Provinz   | Residenz | Kaiser                             |
| --------------------------------------------------- | -------------------------------------------------- | --------- | --- | ---------------------------------- |
|                                                     |                                                    |           | |                                    |
| Bis 592: Yayoi- und Kofun-Zeit (teilweise legendär) |                                                    |           | |                                    |
| 97 v. Chr.– 30 v. Chr.–                             | Shiki                                              | Yamato    | — | Sujin                              |
| 29 v. Chr.– 70 n. Chr.–                             | Makimuku                                           | Yamato    | — | Suinin                             |
| 71–130                                              | Makimuku                                           | Yamato    | — | Keikō                              |
| 131–190                                             | Saki                                               | Yamato    | — | Seimu                              |
| 192–200                                             | Kashii (heute: Fukuoka)                            | Chikuzen  | — | Chūai                              |
| 200–269                                             | Iware                                              | Yamato    | — | Interregnum (Jingū)                |
| 270–310                                             | Habikino                                           | Kawachi   | — | Ōjin                               |
| 313–399                                             | Naniwa (heute: Osaka)                              | Settsu    | — | Nintoku                            |
| 399–405                                             | Iware                                              | Yamato    | — | Richū                              |
| 406–410                                             | Shibagaki                                          | Kawachi   | — | Hanzei                             |
| 412–453                                             | Anaho                                              | Yamato    | — | Ingyō                              |
| 454–456                                             | Isonokami                                          | Yamato    | — | Ankō                               |
| 456–478                                             | Hatsuse                                            | Yamato    | — | Yūryaku                            |
| 480–484                                             | Iware                                              | Yamato    | — | Seinei                             |
| 484–487                                             | Mikakuri                                           | Yamato    | — | Kenzō                              |
| 488–498                                             | Isonokami                                          | Yamato    | — | Ninken                             |
| 499–506                                             | Namiki                                             | Yamato    | — | Buretsu                            |
| 507–531                                             | Iware                                              | Yamato    | — | Keitai                             |
| 534–535                                             | Kanahashi                                          | Yamato    | — | Ankan                              |
| 536–539                                             | Hinokuma                                           | Yamato    | — | Senka                              |
| 540–571                                             | Shiki                                              | Yamato    | Shikishima no Kanazashi-no-miya (磯城嶋金刺宮)                                                                         | Kimmei                             |
| 572–575                                             | Kudara                                             | Yamato    | — | Bidatsu                            |
| 575                                                 | —                                                  | Yamato    | (Ihare no) Wosada-no-miya (他田宮)                                                                                     | Bidatsu                            |
| 585–587                                             | Iware                                              | Yamato    | — | Yōmei                              |
| 587–592                                             | Kurahashi                                          | Yamato    | Kurahashi-no-miya | Sushun                             |
|                                                     |                                                    |           | |                                    |
| 592–710: Asuka-Zeit                                 |                                                    |           | |                                    |
| 592                                                 | Asuka-kyō (heute: Asuka)                           | Yamato    | Toyura-no-miya (豊浦宮)                                                                                                | Suiko                              |
| 603                                                 | Asuka-kyō                                          | Yamato    | Oharida-no-miya (小治田宮)                                                                                             | Suiko                              |
| 630                                                 | Asuka-kyō                                          | Yamato    | (Asuka) Okamoto-no-miya (鵤岡本宮)                                                                                     | Jomei                              |
| 636                                                 | Asuka-kyō                                          | Yamato    | Tanaka-no-miya | Jomei                              |
| 640                                                 | Asuka-kyō                                          | Yamato    | Umayasaka-no-miya | Jomei                              |
| 640                                                 | (heute: Kōryō)                                     | Yamato    | Kudara-no-miya | Jomei                              |
| 643                                                 | Asuka-kyō                                          | Yamato    | (Asuka) Itabuki-no-miya                                                                                                | Kōgyoku                            |
| 645                                                 | Naniwa-kyō (heute: Osaka)                          | Settsu    | (Naniwa) Nagara Toyosaki-no-miya (長柄豊前宮)                                                                          | Kōtoku                             |
| 655                                                 | Asuka-kyō                                          | Yamato    | (Asuka) Itabuki-no-miya                                                                                                | Saimei                             |
| 655                                                 | Asuka-kyō                                          | Yamato    | (Asuka) Kawara-no-miya (川原宮)                                                                                        | Saimei                             |
| 656                                                 | Asuka-kyō                                          | Yamato    | (Nochi no Asuka) Okamoto-no-miya (鵤岡本宮)                                                                            | Saimei                             |
| 661                                                 | (heute: Asakura)                                   | Chikuzen  | Asakura no Tachibana no Hironiwa-no-miya (朝倉橘広庭宮)                                                                | Saimei                             |
| 661                                                 | Naniwa-kyō (heute: Osaka)                          | Settsu    | (Naniwa) Nagara Toyosaki-no-miya (長柄豊前宮)                                                                          | Tenji als regierender Kronprinz    |
| 667                                                 | Ōmi-kyō (heute: Ōtsu)                              | Ōmi       | Omi Otsu-no-miya | Tenji, Kōbun                       |
| 672                                                 | Asuka-kyō                                          | Yamato    | Shima-no-miya | Temmu                              |
| 672                                                 | Asuka-kyō                                          | Yamato    | (Asuka) Okamoto-no-miya (鵤岡本宮)                                                                                     | Temmu                              |
| 672                                                 | Asuka-kyō                                          | Yamato    | (Asuka) Kiyomihara-no-miya (浄御原宮)                                                                                  | Temmu, Jitō                        |
| 694                                                 | Fujiwara-kyō (heute: Kashihara)                    | Yamato    | Fujiwara-no-miya (藤原宮)                                                                                              | Jitō, Mommu, Gemmei                |
|                                                     |                                                    |           | |                                    |
| 710–794: Nara-Zeit                                  |                                                    |           | |                                    |
| 710                                                 | Heijō-kyō (heute: Nara)                            | Yamato    | Nara-no-miya (奈良宮, 諾樂宮)                                                                                          | Gemmei, Genshō, Shōmu              |
| 741                                                 | Kuni-kyō (heute: Kizugawa)                         | Yamashiro | Kuni no miya oder Kuni-kyū (恭仁宮)                                                                                    | Shōmu                              |
| 744                                                 | Naniwa-kyō (heute: Osaka)                          | Settsu    | — | Shōmu                              |
| 745                                                 | (heute: Kōka)                                      | Ōmi       | Shigaraki-no-miya (紫香楽宮)                                                                                           | Shōmu                              |
| 745                                                 | Heijō-kyō (heute: Nara)                            | Yamato    | Nara-no-miya (奈良宮, 諾樂宮)                                                                                          | Shōmu, Kōken, Junnin, Kōnin, Kammu |
| 784                                                 | Nagaoka-kyō (heute: Mukō, Nagaokakyō, Nishikyō-ku) | Yamashiro | Nagaoka-no-miya (長岡宮)                                                                                               | Kammu                              |
|                                                     |                                                    |           | |                                    |
| 794–1868: Heian-Zeit bis Edo-Zeit                   |                                                    |           | |                                    |
| 794                                                 | Heian-kyō (heute: Kyōto)                           | Yamashiro | Kyōto Gosho (京都御所)                                                                                                 | Kammu bis Takakura                 |
| 1180                                                | Fukuhara-kyō (heute: Hyōgo-ku, Kōbe)               | Settsu    | — | Antoku                             |
| 1180                                                | Heian-kyō                                          | Yamashiro | Kyōto Gosho (京都御所)                                                                                                 | Antoku bis Meiji                   |
|                                                     |                                                    |           | |                                    |
| ab 1868: Meiji-Zeit bis Gegenwart                   |                                                    |           | |                                    |
| 1868                                                | Tōkyō                                              | Musashi   | Kaiserpalast von Tokio seit 1948: Kōkyo (皇居) (vorher 1868: Tōkei-jō (東京城), 1869: Kōjō (皇城), 1888: Kyūjō (宮城)) | seit Meiji                         |

Die Kaiser bis Ōjin gelten als legendäre Kaiser und auch für die Kaiser bis Senka liegen nur spärliche Informationen vor. Daher sind die Angaben für diese die traditionellen Daten.
(Weiß unterlegte Städte zeigen nur vorübergehende Verlegungen der Residenzen während einer Epoche an. Liste erstellt nach der Einführung zu Hermann Bohners Legenden aus der Frühzeit des japanischen Buddhismus mit eigenen Ergänzungen der Perioden nach 710 und der historischen Provinzen.)

## Die Megastadt Tokio als Hauptstadt Japans
Tokio, der Sitz der Japanischen Regierung und des Tennō, wird heute allgemein als Hauptstadt Japans angesehen. Dabei gibt es jedoch zwei Besonderheiten:
1. Die Stadt Tokio wurde 1943 aufgelöst. Die Hauptstadtfunktion wird daher von den 23 Stadtbezirken Tokios, die nahezu als eigene Städte gelten, wahrgenommen.
2. Es gibt einen Disput, wann Tokio zur Hauptstadt wurde. Einige vertreten den Standpunkt, dies sei geschehen, als die Präfektur Tokio im Jahre 1868 gebildet wurde, andere sagen, es sei im selben Jahr gewesen, jedoch als die Burg Edo zur Burg Tōkei (Tokio) wurde, die Dritten meinen, es sei erst 1869 gewesen, als die Burg Tōkei (Tokio) zum Kaiserlichen Schloss (heute der Kōkyo) wurde.
Während ein Kaiserliches Edikt die Verlegung der Hauptstadt nach Heian-kyō befahl, existiert nichts Vergleichbares für die Verlegung von Kyōto nach Tokio.

### Sitz des Parlaments
Nach dem Zweiten Weltkrieg übertrug die neue japanische Verfassung die Souveränität des japanischen Staates vom Tennō auf das Volk, das durch das japanische Parlament vertreten wird, welches seinen Sitz in Tokio hat.

### Das Hauptstadtgebiet im japanischen Recht
Während es kein Gesetz gibt, das Tokio als japanische Hauptstadt bezeichnet, kennen viele Gesetze ein Hauptstadtgebiet (首都圏, shutoken), in dem auch Tokio liegt. Artikel 2 des shutoken-seibi-hō (首都圏整備法, dt. „Gesetz zur Sanierung des Hauptstadtgebietes“) von 1956 konstatiert, dass „in diesem Gesetz der Begriff Hauptstadtgebiet eine größere Region bezeichnen solle, in der sowohl das Gebiet der Präfektur Tokio als auch umliegende Gebiete, wie sie durch Kabinettsorder ausgewiesen sind“, erfasst sein sollen.
Das impliziert klar, dass die Regierung Tokio als Hauptstadt ansieht, obwohl dies auch hier wieder nicht direkt konstatiert und die Definition des Hauptstadtgebietes absichtlich auf dieses spezielle Gesetz bezogen wird.
Andere Gesetze, die sich auf dieses Hauptstadtgebiet beziehen, sind das shuto-kōsoku-dōro-kōdan-hō (首都高速道路公団法, dt. „Gesetz über die öffentliche Körperschaft der Hauptstadt-Autobahnen“) und das shutoken-kinkō-ryokuchi-hozen-hō (首都圏近郊緑地保全法, dt. „Gesetz über die Bewahrung der Grünflächen der Hauptstadtgebiets-Vororte“).
Dieser Begriff für die Hauptstadt wurde niemals in Bezug auf Kyōto verwendet, Shuto kam erst in den 1860er-Jahren als Glosse zum englischen Begriff capital auf.

### Offizielle Regierungspositionen
1941 veröffentlichte das Erziehungsministerium ein Buch namens Geschichte der Restauration, das auch heute noch von Gelehrten verwendet wird. Dieses Buch bezieht sich auf die „Designation von Tokio als Hauptstadt“ (東京奠都, Tōkyō-tento), ohne direkt davon zu sprechen, „die Hauptstadt nach Tokio umzuziehen“ (東京遷都, Tōkyō-sento). Ein zeitgenössisches Geschichtslehrbuch schreibt, dass von der Meiji-Regierung „die Hauptstadt (shuto) von Kyōto nach Tokio verlegt wurde“, wiederum ohne den expliziten Begriff sento zu verwenden.
Es gibt eine Bewegung, die für den Wegzug der Hauptstadt aus Tokio eintritt. Die Kandidaten sind die Regionen Tochigi-Fukushima nach Nordosten, Gifu-Aichi nach Tōkai und Mie-Kiō. Offiziell spricht man von „Ortsveränderung von Hauptstadtfunktionen“ oder von einer „Ortsveränderung des Parlamentes und anderer Organisationen“, nicht von einem „Umzug der Hauptstadt“.